# دختر

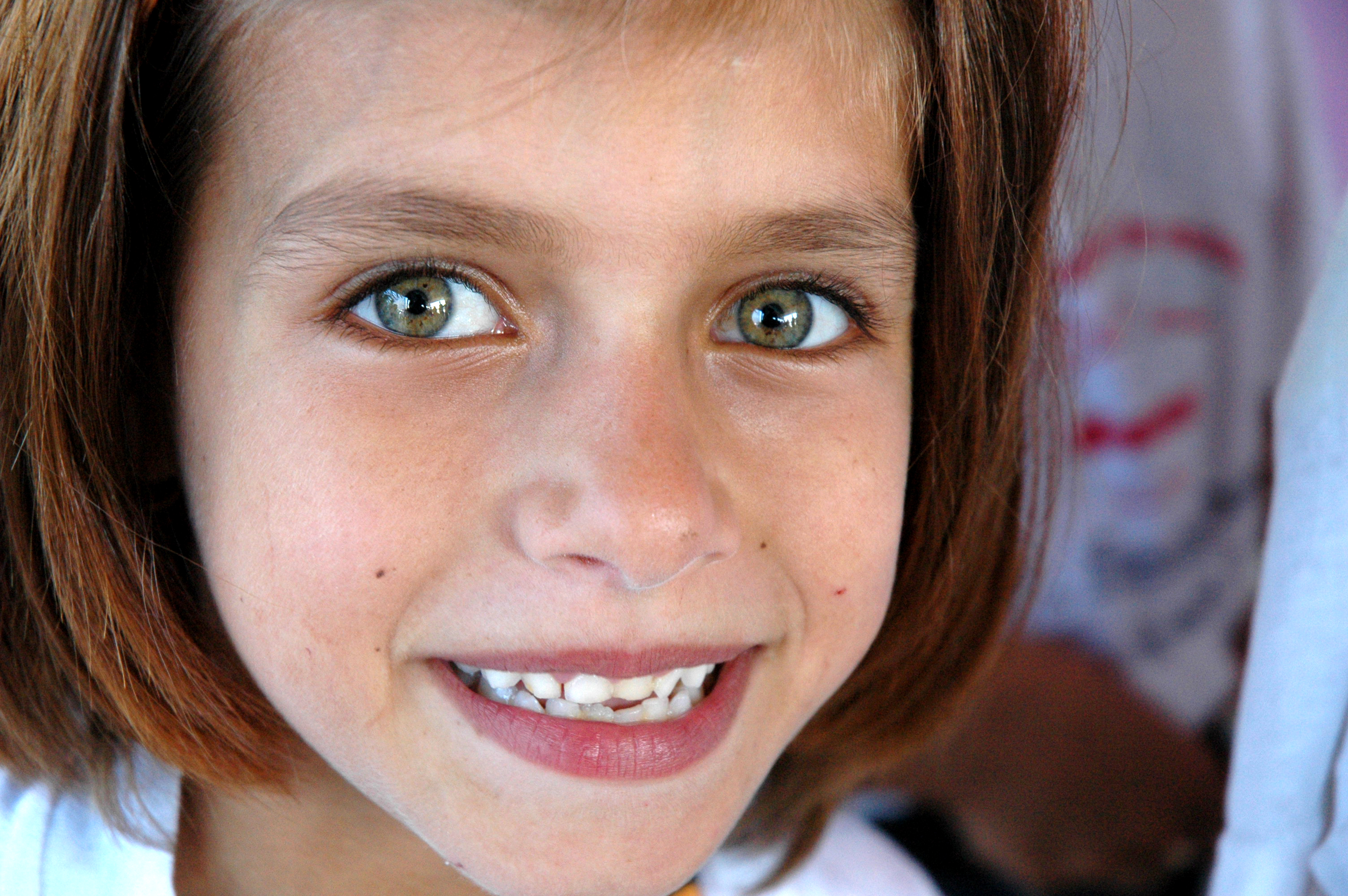
یک دختر فلسطینی، در قلقیلیه، کرانۀ باختری.

دختر انسان ماده جوان است که معمولاً کودک یا در سن نوجوانی است. در حالی که واژه دختر معانی دیگری از جمله زن جوان، فرزند دختر یا دوست دختر بدون در نظر گرفتن سن دارد که اولین معنی، رایج‌ترین آن است دختر بعد از اولین رابطه جنسی تبدیل به زن میشود.
رفتار و جایگاه دختران در هر جامعه معمولاً با وضعیت زنان در آن فرهنگ ارتباط تنگاتنگی دارد. در فرهنگ‌هایی که زنان دارای موقعیت اجتماعی پایینی هستند.

## ریشه‌شناسی

### Girl
واژه انگلیسی Girl اولین بار در قرون وسطی بین سالهای ۱۲۵۰ تا ۱۳۰۰ میلادی استفاده شد و از کلمه انگلوساکسون gerle گرفته شد که همچنین به شکل girle یا gurle نوشته می‌شود. کلمه آنگلوساکسون gerela به نظر می‌رسد که به معنای dress یا clothing نیز به نوعی به عنوان یک کنایه به کار رفته است. تا اواخر دهه ۱۴۰۰، این کلمه به معنای بچه از هر دو جنس بود. تقریباً از اواخر قرن پانزدهم میلادی به معنای «کودک مؤنث» بوده است.

### کاربرد
واژه دختر گاهی برای اشاره به یک زن بالغ، معمولاً جوانتر، استفاده می‌شود. این استفاده ممکن است در زمینه‌های حرفه‌ای یا سایر زمینه‌های رسمی عبارت تحقیرآمیز یا نوعی بی‌احترامی تلقی شود، همان‌طور که اصطلاح پسر می‌تواند در مورد یک مرد بالغ تحقیرآمیز تلقی شود. از این رو، این نوع استفاده اغلب اهانت آمیز است. همچنین زمانی که برای تبعیض علیه کودکان استفاده می‌شود (به عنوان مثال، " تو فقط یک دختر هستی ") می‌توان از آن به صورت تحقیرآمیز استفاده کرد. با این حال، دختر می‌تواند برای زنی که به‌عنوان مدل یا سایر جایگاه‌های عمومی زنانه مانند شوگرل استخدام می‌شود، یک لقب حرفه‌ای باشد و در چنین مواردی عموماً تحقیرآمیز تلقی نمی‌شود.

## تاریخ

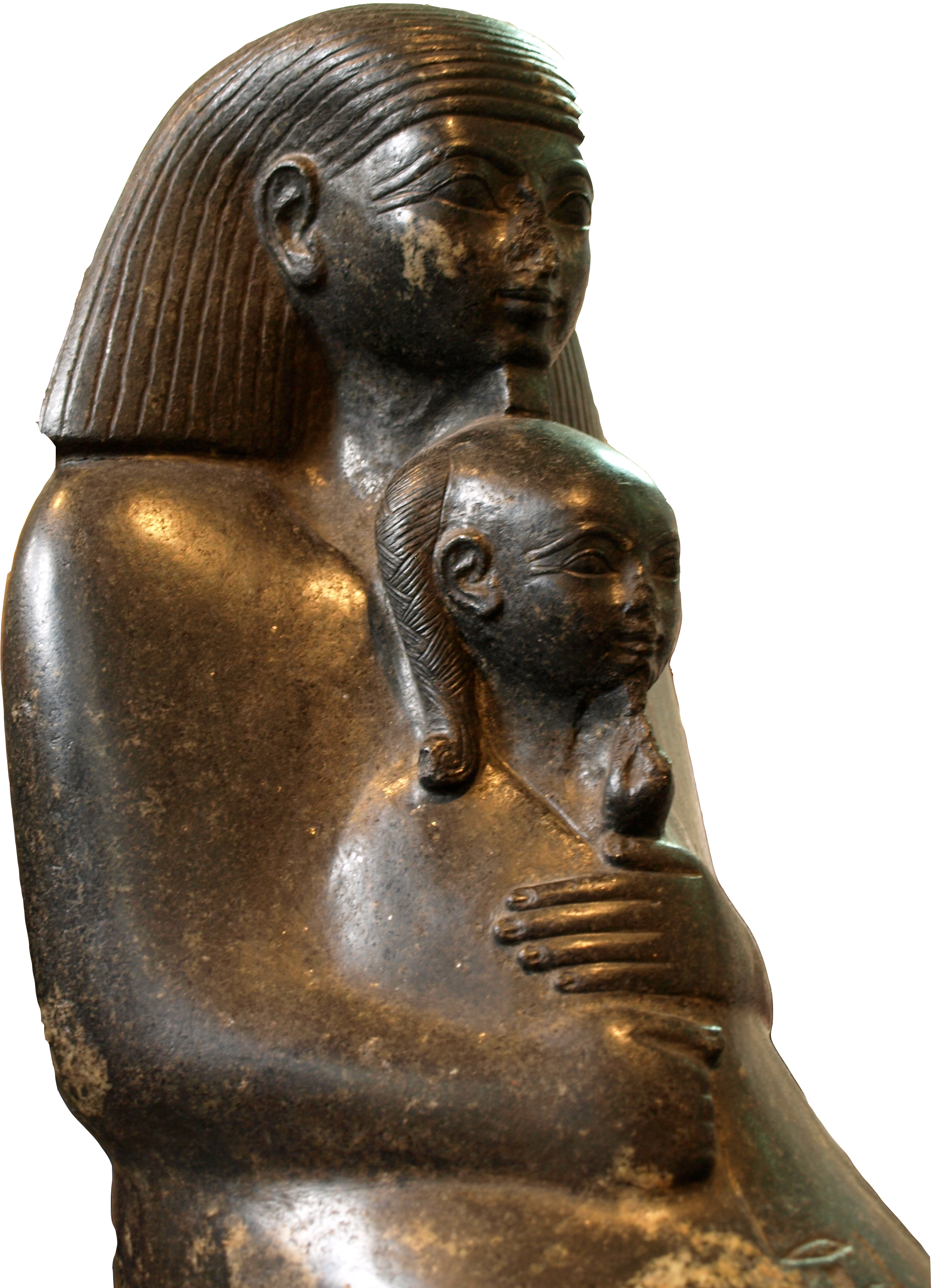
پرنسس نفروره، روی دامان آموزگار خود سننموت، دختران و زنان در مصر باستان از موقعیت اجتماعی نسبتاً بالا بودند.

در یونان باستان دختران در نزد مردم نسبت به پسران بسیار غیرمفید دانسته می‌شدند، برای همین بیشتر دیده می‌شد که خانواده‌ها فرزندان دختر خود را بر سر راه بگذراند و آن‌ها را در طبیعت رها کنند یا حتی به عنوان برده بفروشند که البته این کار در مورد پسران بسیار کمتر دیده می‌شد.

### اعراب پیش از اسلام
وئاد (زنده بگوری فرزند دختر) در میان اکثر قبایل عرب رایج بوده که پس از اسلام منسوخ شد. اعراب، عزت و افتخار را در داشتن فرزندان پسر می‌دانستند و نگهداری دختران را مایه ننگ و به همین دلیل آنها را می‌کشتند. هنگامی که وضع حمل زنی میان اعراب فرا می‌رسید، حفره ای در زمین حفر می‌کرد و بالای آن می‌نشست، اگر نوزاد دختر بود، آن را در میان حفره پرتاب می‌کرد و اگر پسر بود، آن را نگه می‌داشت.

### اندونزی
دولت اندونزی به‌طور کامل از حداقل استانداردهای حذف قاچاق انسان تبعیت نمی‌کند؛ با این حال، تلاش‌های زیادی برای انجام این کار صورت می‌گیرد. در حالی که دولت با استفاده از قانون جدید مبارزه با قاچاق جنسی پیشرفت روشنی داشته است اما با استفاده جزئی از قانون جدید قاچاق در مقابله با شیوه‌های قاچاق گسترده که آژانس‌های استخدام کارگر مجاز و غیرمجاز در آن دست دارند ضعف مشخص نشان داده که ناکامی آن را نشان می‌دهد.

## جمعیت‌شناسی

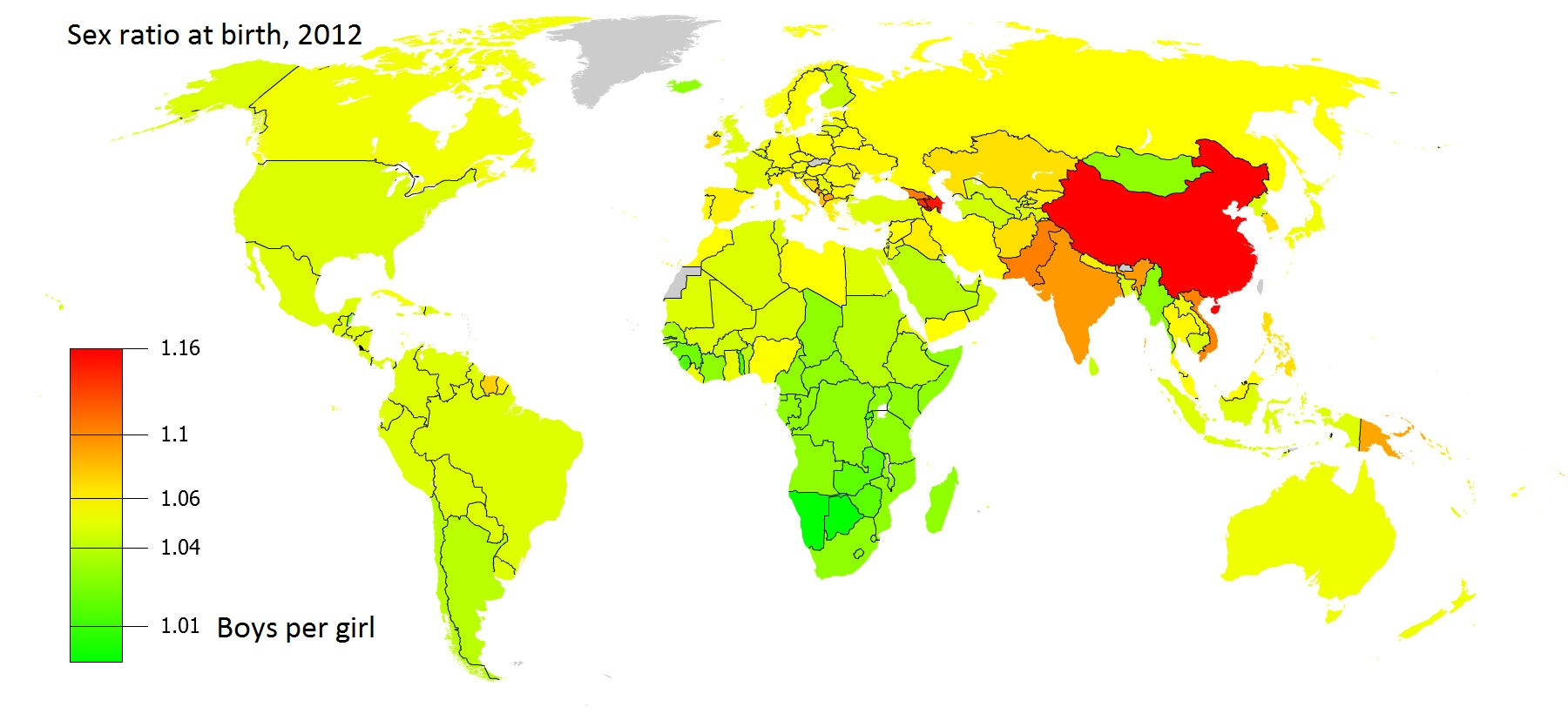
نقشه جهانی نسبت جنسیت تولد، ۲۰۱۲

دانشمندان در مورد علل احتمالی تغییرات در نسبت جنسی انسان در هنگام تولد اختلاف دارند. کشورهایی که دارای نسبت جنسی ۱۰۸ و بالاتر هستند معمولاً به عنوان درگیر در انتخاب جنسیت فرض می‌شوند. با این حال، انحراف در نسبت جنسی در هنگام تولد می‌تواند به دلایل طبیعی نیز رخ دهد. با این وجود، اعمال سوگیری علیه دختران، از طریق سقط جنین انتخابی، نوزادکشی، رها کردن زنان، و نیز حمایت از پسران با توجه به تخصیص منابع خانواده به خوبی در بخش‌هایی از جنوب آسیا، شرق آسیا و قفقاز وجود دارد. چنین اقداماتی یک نگرانی عمده در چین، هند و پاکستان است. در این فرهنگ‌ها، جایگاه پایین زنان باعث ایجاد سوگیری علیه زنان می‌شود.

## زیست‌شناسی

### تعیین جنسیت

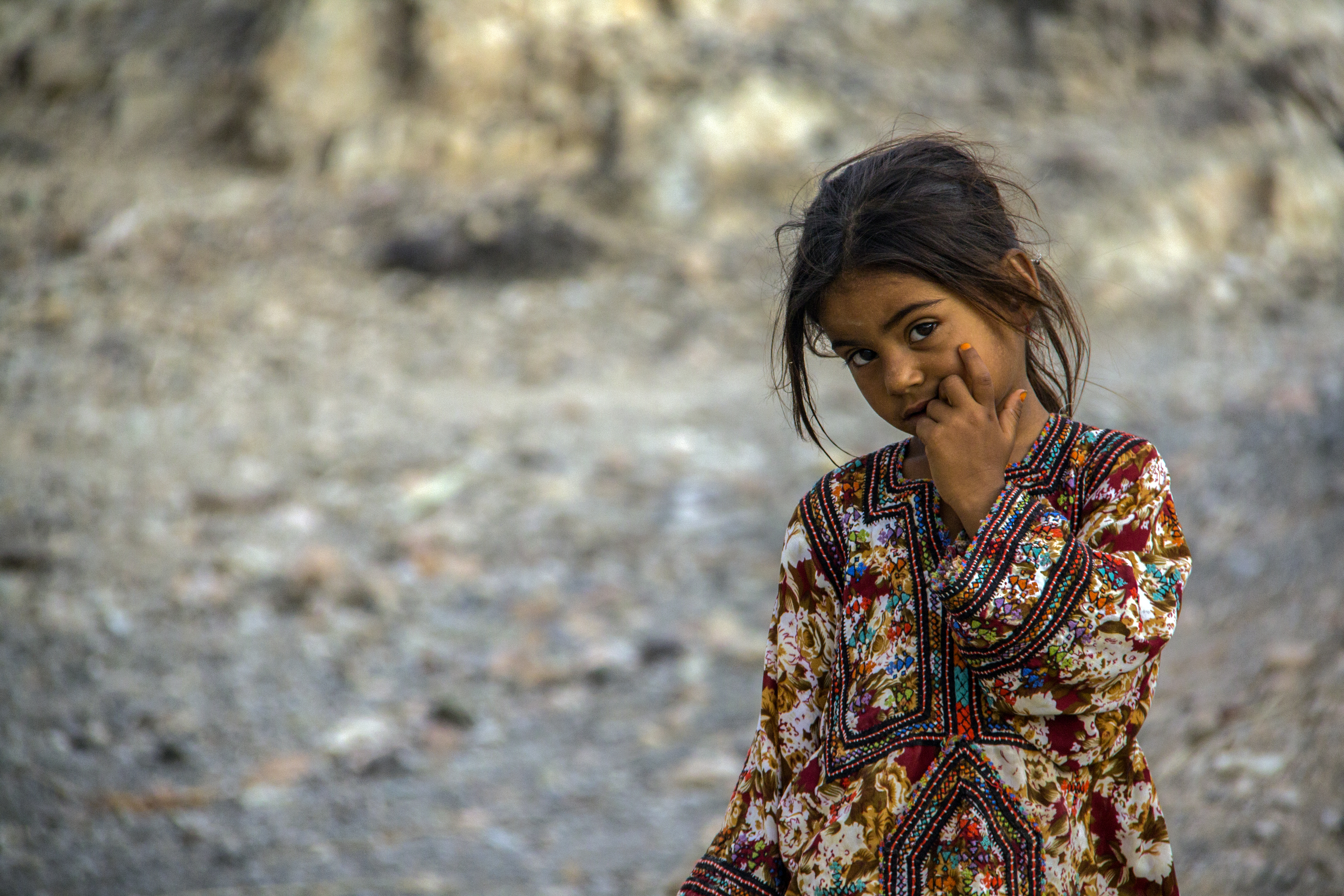
یک دختر بلوچ در منطقه بلوچستان ایران

جنس ماده دو کروموزوم ایکس از والدین به ارث می‌برد. جنس مذکر تعیین‌کننده جنسیت جنین است؛ جنس مذکر دارای دو کروموزوم x و y است و جنس مؤنث دارای دو کروموزوم x و x است. اگر کروموزوم ایکس جنس مذکر قوی تر باشد به صورت xx در می‌آید که جنسیت جنین مؤنث می‌شود.

### بلوغ
بدن دختران در دوران بلوغ به تدریج دست‌خوش تغییرات تدریجی می‌شود که این امر از ۱۰ سالگی آغاز و در ۱۶ سالگی پایان می‌یابد. بلوغ جنسی فرایند تغییرات فیزیکی است که در آن بدن جنین به بدن بالغ می‌شود که قادر به تولید مثل باروری است تا بارور سازی شود. این بلوغ به‌وسیلهٔ سیگنال‌های هورمونی از مغز به بدن آغاز می‌شود. در پاسخ به این سیگنال‌ها، غدد هورمون‌های مربوط به بلوغ را منتشر می‌کنند که در اثر این امر تغییراتی در بدن به وجود می‌آید. این تغییرات شامل تغییر در ماهیچه‌ها، خون، پوست، مو، سینه‌ها، اندام‌های جنسی، رشد فیزیکی و تغییر در قد و وزن است. در نیمه اول بلوغ به اتمام رسیده و بدن کودک به مرور شبیه به بدن بزرگسال می‌شود. نقطه عطف اصلی بلوغ دختران، شروع قاعدگی است که به‌طور متوسط بین ۱۲ تا ۱۳ سالگی اتفاق می‌افتد.

## آموزش

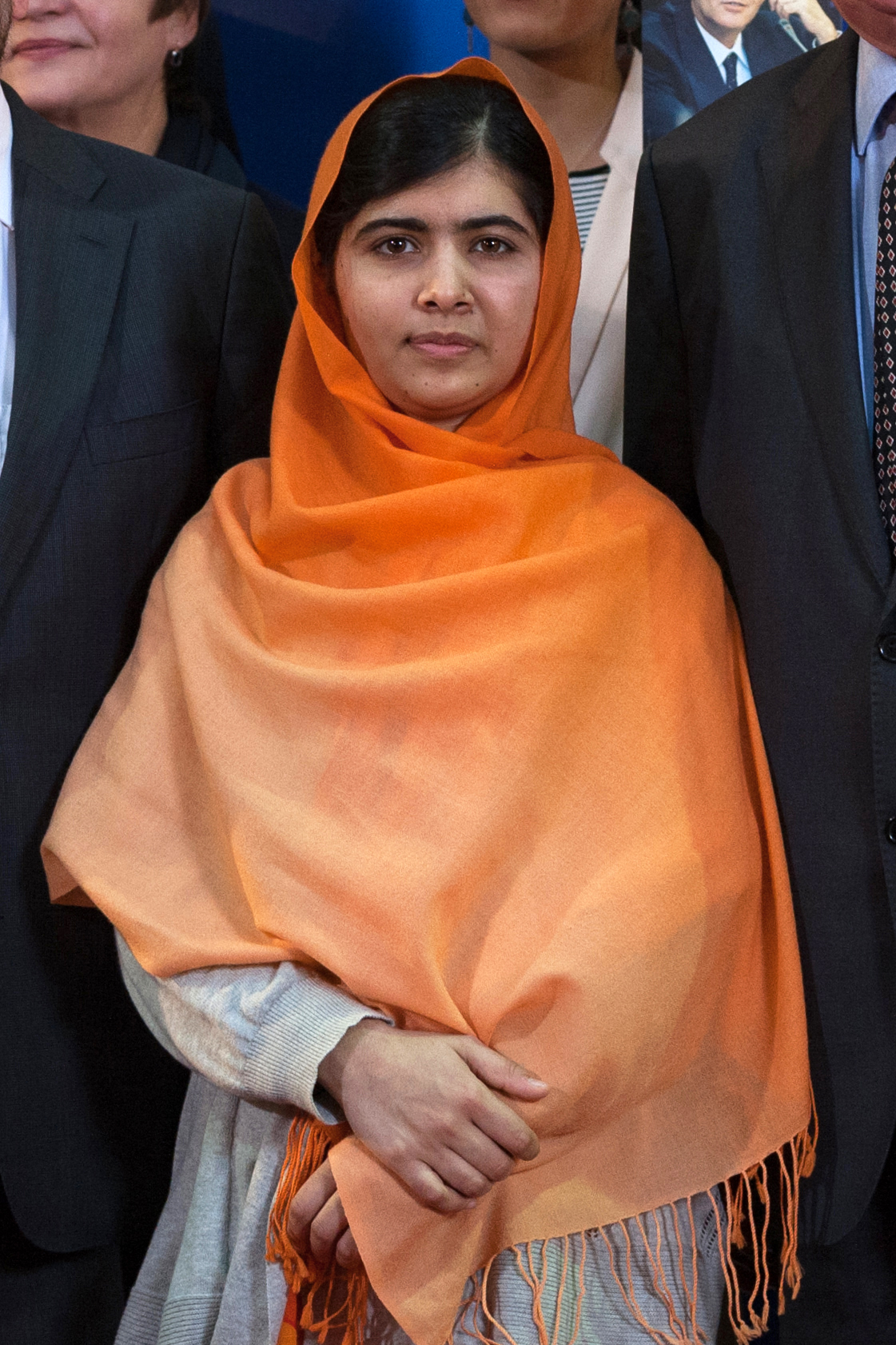
ملاله یوسف‌زی، به دلیل رفتن به مدرسه توسط افراد مسلح طالبان از ناحیه سر و گردن مورد اصابت گلوله قرار گرفت.

دسترسی برابر دختران به آموزش در برخی کشورها به دست آمده است، اما در اکثریت آنها تفاوت‌های قابل توجهی وجود دارد. شکاف‌هایی در دسترسی بین مناطق و کشورهای مختلف و حتی در داخل کشورها وجود دارد. دختران ۶۰ درصد از کودکانی که در کشورهای عربی که ادامه تحصیل نمی‌دهند و ۶۶ درصد از کودکان مدرسه نرفته در جنوب و غرب آسیا را تشکیل می‌دهند. با این حال، در بسیاری از کشورهای آمریکای لاتین، دریای کارائیب، آمریکای شمالی و اروپای غربی، دختران بیش از پسران در مدارس تحصیل می‌کنند.

## تفکیک جنسی
تفکیک جنسی، جداسازی فیزیکی، قانونی و فرهنگی افراد بر اساس جنسیت بیولوژیکی آنهاست. جداسازی جنسی در بسیاری از جوامع، به ویژه از زمانی که کودکان به بلوغ می‌رسند، انجام می‌شود. در شرایط خاص، جداسازی جنسی بحث‌برانگیز است. برخی از منتقدان ادعا می‌کنند که این نقض توانایی‌ها و حقوق بشر است و می‌تواند ناکارآمدی اقتصادی و تبعیض ایجاد کند، در حالی که برخی از حامیان استدلال می‌کنند که این امر در برخی قوانین مذهبی و تاریخ‌ها و سنت‌های اجتماعی و فرهنگی نقش محوری دارد. پرده‌نشینی عملی مذهبی و اجتماعی انزوای زنان است که در میان برخی از جوامع مسلمان و هندو در جنوب آسیا رایج است.

## خشونت علیه دختران
در بسیاری از نقاط جهان، دختران در معرض خطر شکل‌های خاص خشونت و آزار مانند سقط جنین انتخابی، ناقص سازی اندام تناسلی زنان، کودک‌همسری، سوء استفاده جنسی، قتل‌های ناموسی قرار دارند.

## سلامت
در فرهنگ‌هایی که برای دختران کمتر از پسران ارزش قائل هستند و خانواده‌ها بیشترین منابع را به پسران اختصاص می‌دهند، سلامت دختران آسیب می‌بیند. یک تهدید بزرگ برای سلامت دختران، ازدواج زودهنگام است که اغلب منجر به بارداری زودرس می‌شود. دخترانی که مجبور به ازدواج در کودکی می‌شوند اغلب پس از ازدواج به سرعت باردار می‌شوند و خطر عوارض و مرگ و میر مادران را افزایش می‌دهند. این گونه عوارض ناشی از حاملگی و تولد در سنین پایین یکی از علل اصلی مرگ و میر دختران نوجوان در کشورهای در حال توسعه است. ختنه زنان (FGM) که در بسیاری از نقاط جهان انجام می‌شود یکی دیگر از علل اصلی به خطر افتادن سلامت دختران است.

## کار در کودکی
جنسیت بر الگوی کار کودکان تأثیر می‌گذارد. در برخی از فرهنگ‌ها خانواده‌ها از دختران می‌خواهند که بیشتر از پسرها و اغلب در سنین پایین‌تر از پسران، کارهای خانگی را انجام دهند. استخدام به عنوان خدمتکار با حقوق، رایج‌ترین شکل کار برای دختران است. در برخی جاها، مانند شرق و جنوب شرق آسیا، والدین اغلب کار به عنوان خدمتکار خانه را به عنوان یک آمادگی خوب برای ازدواج می‌بینند. با این حال، خدمات خانگی از جمله مشاغلی است که کمترین مقررات را دارند و کارگران را در معرض خطرات جدی مانند خشونت، استثمار و سوء استفاده از سوی کارفرمایان قرار می‌دهد، زیرا کارگران اغلب از دنیای خارج منزوی هستند. کار کودکان تأثیر بسیار منفی بر آموزش دارد. دختران یا تحصیل خود را رها می‌کنند، یا زمانی که آن را ادامه می‌دهند، معمولاً بار مضاعف یا بار سه‌گانه کار خارج از خانه، کارهای خانه در خانه والدین و تکالیف مدرسه را بر دوش می‌کشند. این وضعیت در مناطقی مانند بخش‌هایی از آسیا و آمریکای لاتین رایج است.

## راهکارهای جهانی
کنوانسیون سازمان ملل متحد در مورد حقوق کودک (۱۹۸۸) و اهداف توسعه هزاره (۲۰۰۰) دسترسی بهتر به آموزش را برای همه دختران و پسران و از بین بردن نابرابری‌های جنسیتی در سطح ابتدایی و متوسطه ارتقا داد. ثبت نام مدارس در سراسر جهان و نرخ سواد برای دختران به‌طور مداوم بهبود یافته است. در سال ۲۰۰۵، نرخ ثبت نام خالص اولیه جهانی برای دختران در مقایسه با ۱۵ سال قبل (۷۸ درصد) ۸۵ درصد بود. در مقطع متوسطه، ثبت نام دختران در مدت مشابه با ۱۰ درصد افزایش به ۵۷ درصد رسیده است.

## هنر و ادبیات
در هنر و ادبیات فرهنگ غربی، دختران به عنوان نمادی از معصومیت، پاکی، فضیلت و امید به تصویر کشیده شده است.

### در ادبیات فارسی
چو آگاه شد دختر گژدهم   که سالار آن انجمن گشت کم— فردوسی
دوستان دخترِ رَز توبه ز مستوری کرد   شد سویِ محتسب و کار به دستوری کرد— حافظ

## روز دختر
روز ۱۱ اکتبر (۲۰ مهر) هر سال، روز جهانی دختر یا روز دختران شده است. این روز در سال ۲۰۱۲ و توسط سازمان ملل به صورت رسمی آغاز به کار شد. هدف از آن ایجاد فرصت‌های بیشتر اجتماعی، بهبود وضعیت تغذیه و سلامت دخترها و رفع نابرابری‌ها ذکر می‌شود.

### ایران
روز دختر در ایران، اول ذیقعده مصادف با سالروز تولد حضرت فاطمه معصومه س برگزار می‌گردد.